# Nikita Shleikher
Nikita Shleikher (em russo: Никита Дмитриевич Шлейхер; 10 de junho de 1998) é um saltador russo.

## Carreira
Shleikher começou a praticar mergulho na Escola da Reserva Olímpica de Penza, onde se tornou múltiplo medalhista e campeão do Campeonato Russo Juvenil. Em 2012, venceu o Campeonato Europeu de Juniores na plataforma masculina de 10m. Ele competiu no Campeonato Mundial Júnior de 2012, terminando em quinto na plataforma de 10 m e em sétimo no trampolim de 3 m. Além disso, conquistou uma prata e um bronze no Campeonato Europeu de Mergulho Júnior de 2014.
Após essa jornada inicial, o saltador russo mudou-se para Cazã. Ele terminou em quinto na plataforma de 10 m no Campeonato Europeu de 2014 realizada em Berlim, sua primeira participação no evento.
Em 2015, Shleikher competiu nos Jogos Europeus Inaugurais, onde venceu o ouro no trampolim de 1 m, mas ficou segundo lugar na plataforma de 10m atrás do britânico Matty Lee. Ele terminou em quinto na plataforma mista de 10 metros e em sétimo na plataforma masculina de 10 metros no Campeonato Mundial de 2015 na cidade onde vivia, Cazã, qualificando-o para ambos os eventos nos Jogos Olímpicos de Verão de 2016 no Rio de Janeiro.